# CV-151
La voie rapide CV-151 permet de pénétrer Castellón de la Plana par l'est en venant de l'Autovia del Plana CV-10.
Elle relie la CV-10 au centre-ville (N-340a) et elle est composée de 6 échangeurs sous forme de giratoires.
Elle appartient à la Communauté valencienne.

## Tracé
- Elle débute par un échangeur de la CV-10, croise la N-340 et l'AP-7 avant de desservir l'Université de Castellón de la Plana Universiad Jaume I.
- Elle se connecte ensuite à la N-340a à l'ouest de la ville.

## Sorties
| Numéro de la sortie | Nom de la sortie                                                                              | Bifurcation |
| ------------------- | --------------------------------------------------------------------------------------------- | ----------- |
|                     | La Pobla Tornesa - Almenara - Nules Sagonte - Valence A-7 Castellón Sud                       | CV-10       |
|                     | Valence - Barcelone - Tarragone AP-7 Vila-real - Benicàssim - Orpesa                          | N-340       |
|                     | Urbanisation                                                                                  |             |
|                     | Castellón-Avenida de Vicent SOS Baynat - Université Jaume I de Castellón                      |             |
|                     | Castellón-Cuadra Borriolense - Castellón-Carrer de José Maria Mollet Ortiz                    |             |
|                     | Camino                                                                                        |             |
|                     | Castellón Ouest - Castellón-Paseo de Morela Vila-real - Port de Castellón CS-22 Castellón Sud | N-340a      |